# Blagoje Adžić
Blagoje Adžić (en serbio, Благоје Аџић, pronunciado [blâɡoje ǎdʒitɕ] (Pridvorica , 2 de septiembre de 1932 – Belgrado, 1 de marzo de 2012) fue un coronel general serbio, que ocupó el cargo de Ministro de Defensa del Gobierno Socialista de Yugoslavia.

## Biografía
Adžić nació en el seno de una familia serbiobosnia lo que ahora es la Republika Srpska, Bosnia y Herzegovina. Cuando era un niño, fue testigo del atauqe de su familia por parte del grupo fascista croata Ustaše arrasando su pueblo mientras se escondía en un árbol. 42 miembros de la familia de Adžić, incluyendo sus padres y tres hermanos, fuera asesinados por sus vecinos.
Después de estudiar tres años en la escuela industrial, se graduó en la escuela militar en 1953. Después de graduarse, también recibió un diploma en lenguas extranjeras de la escuela militar JNA. Viajó a la Unión Soviética y se graduó en la Academia Militar de Frunze en 1969, y se graduó en el JNA War College en 1973. Se convirtió en Comandante Adjunto del 7º Ejército en 1986 y ocupó ese cargo hasta 1987, cuando fue ascendido a Teniente general. Adžić se graduó en la Escuela de Defensa del Pueblo en 1987. Ocupó varios cargos en el JNA, incluido el de comandante de los batallones 1º y 3º del 4º Regimiento de Infantería del Proletariado, comandante de la 25ª y 26ª División de Infantería y comandante del 52.º Cuerpo. Sirvió en otros diez puestos más pequeños a lo largo de su carrera militar. 
Accedió a la posición de Subjefe del Cuartel General Yugoslavo hasta 29 de septiembre de 1989 cuando fue promocionado a Coronel General y Jefe del Estado Mayor Mantuvo el cargo hasta 8 de mayo de 1992, cuando renunció y fue sustituido por Života Panić.
Después de que Veljko Kadijević renunciara al cargo, Adžić ocupó brevemente el cargo de Ministro de Defensa de Yugoslavia de 8 de enero de 1992 a 27 de febrero de 1992.
Según de Marko Hoare, un ex empleado del TPIY, un equipo de investigación trabajó en acusaciones de personas a las que calificaron de "empresa criminal conjunta", entre ellas: Adžić, Slobodan Milošević, Veljko Kadijević, Borisav Jović, Branko Kostić, Momir Bulatović entre otros. Hoare alega que, debido a la intervención de Carla del Ponte, estos proyectos fueron rechazados, y la acusación se limitó únicamente a Milošević, como resultado de lo cual la mayoría de estas personas nunca fueron acusadas..